# Masin (Fluss)
Der Masin (tetum Mota Masin) ist der Grenzfluss zwischen der Gemeinde Cova Lima (Osttimor) und dem indonesischen Regierungsbezirk Malaka.

## Verlauf
Die Quelle des Masin liegt im osttimoresischen Suco Nanu, nahe der Grenze zum indonesischen Distrikt Ostkobalima. Der Landesgrenze folgt der Fluss nach Süden. An seinem Ostufer wird Nanu vom Suco Beiseuc abgelöst. Von dort aus kommend mündet der Lenuk in den Masin. Auch aus Ostkobalima gibt es Zuflüsse. Weiter der Landesgrenze folgend mündet der Masin schließlich in die Timorsee.